# Come On Over (chanson de Shania Twain)
Pour les articles homonymes, voir Come on Over.
Singles de Shania Twain
You've Got a Way
(1999) Rock This Country!
(2000)
Come On Over est une chanson de Shania Twain issue de l'album du même nom, sorti en 1999.